# Salepsrötter
Salepsrötter (Anacamptis) är ett släkte av orkidéer som beskrevs av Louis Claude Marie Richard. Salepsrötter ingår i familjen orkidéer.

## Bildgalleri

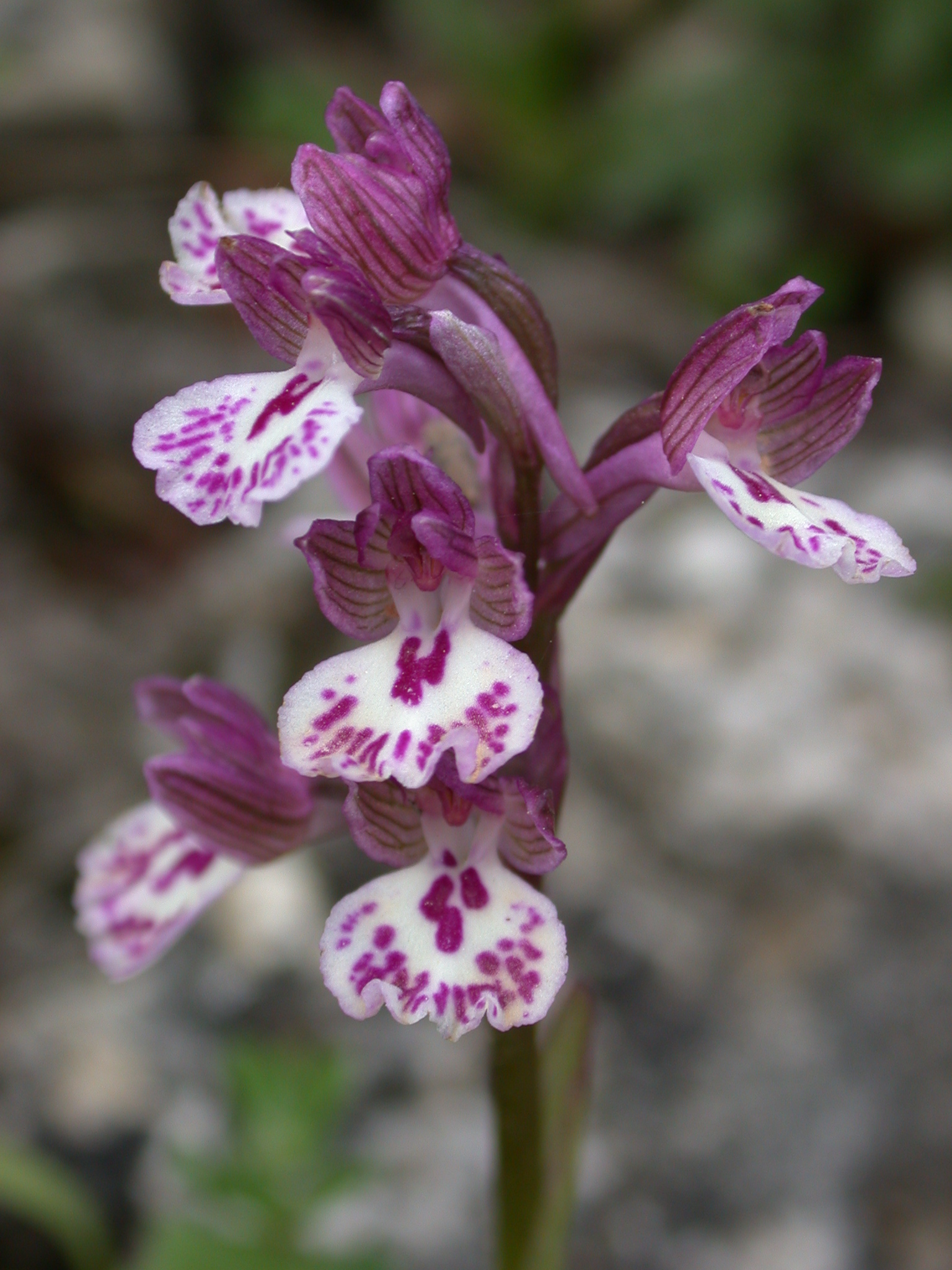
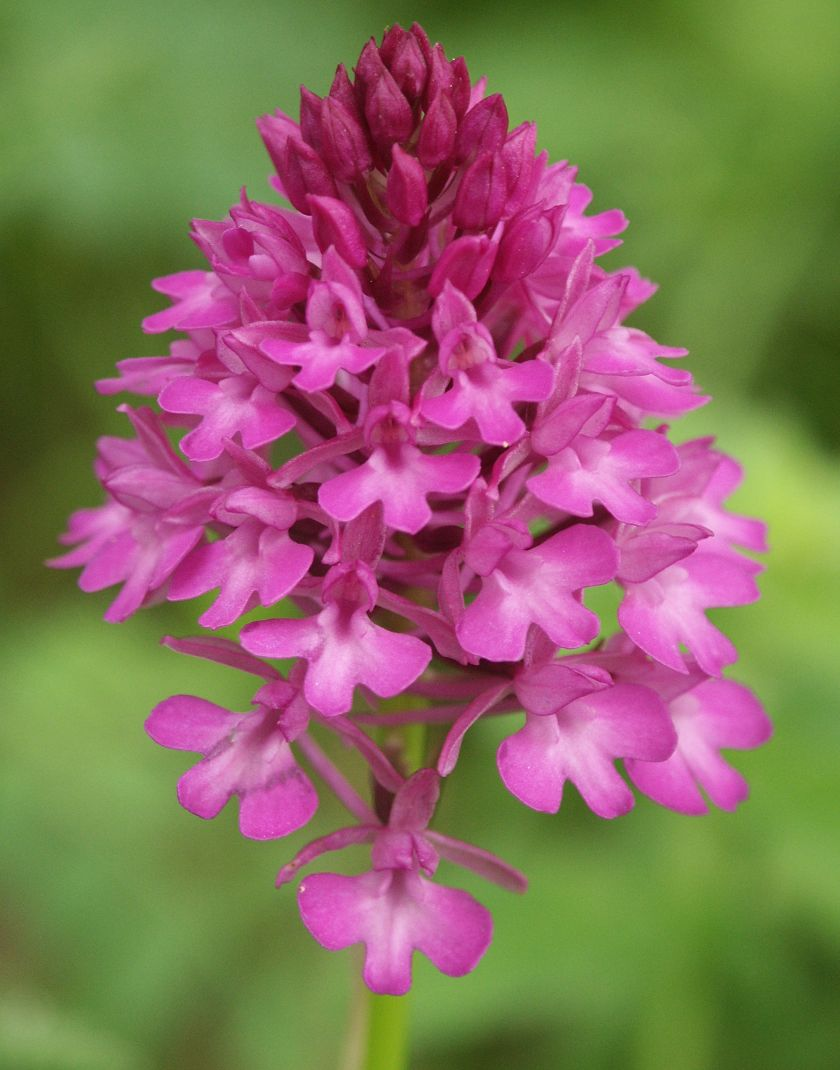
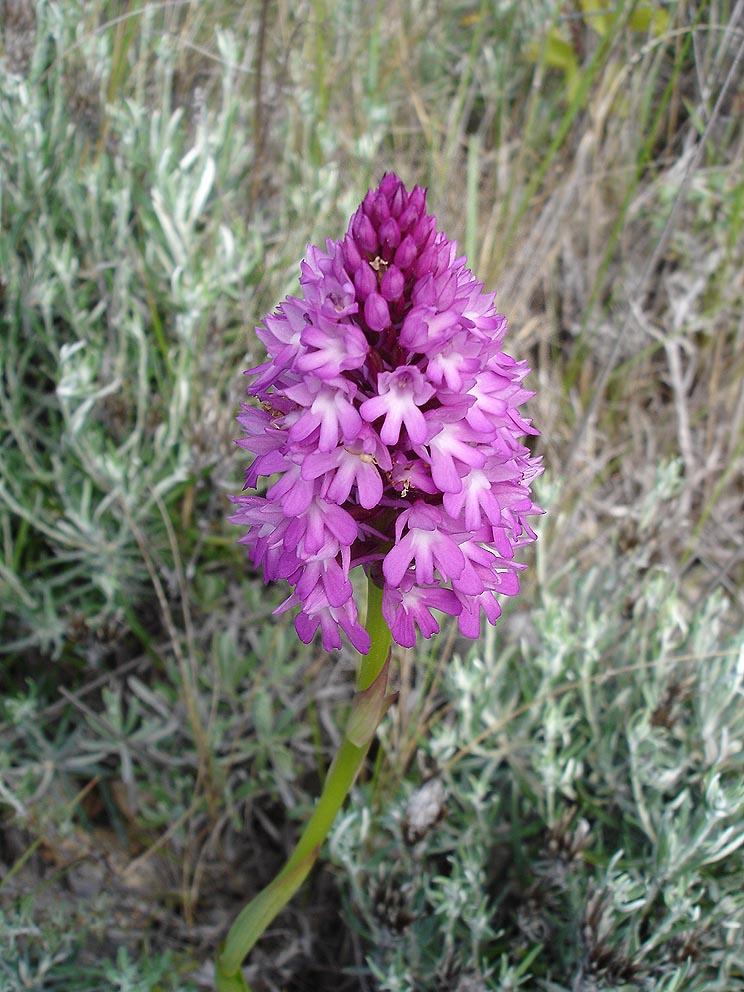
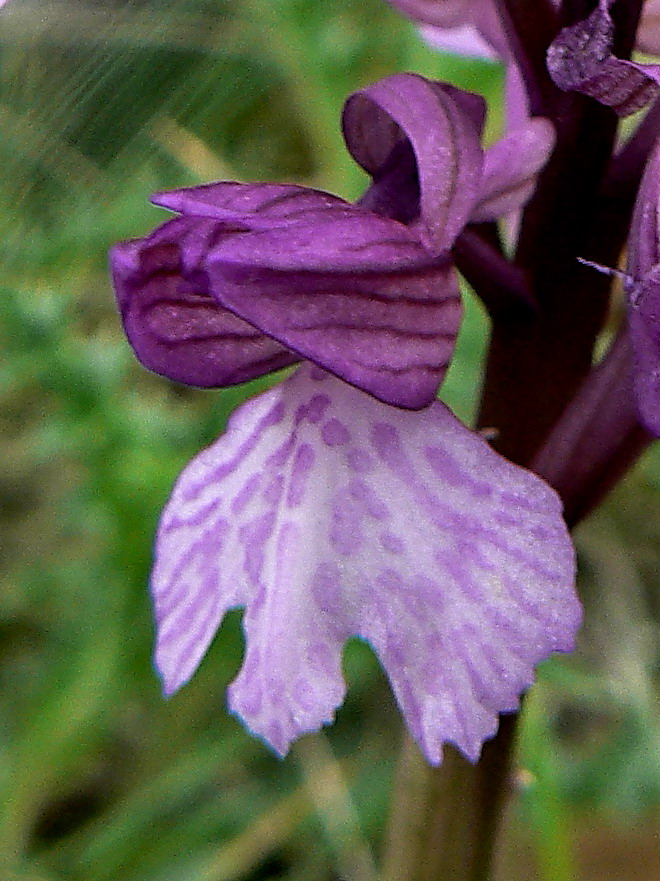
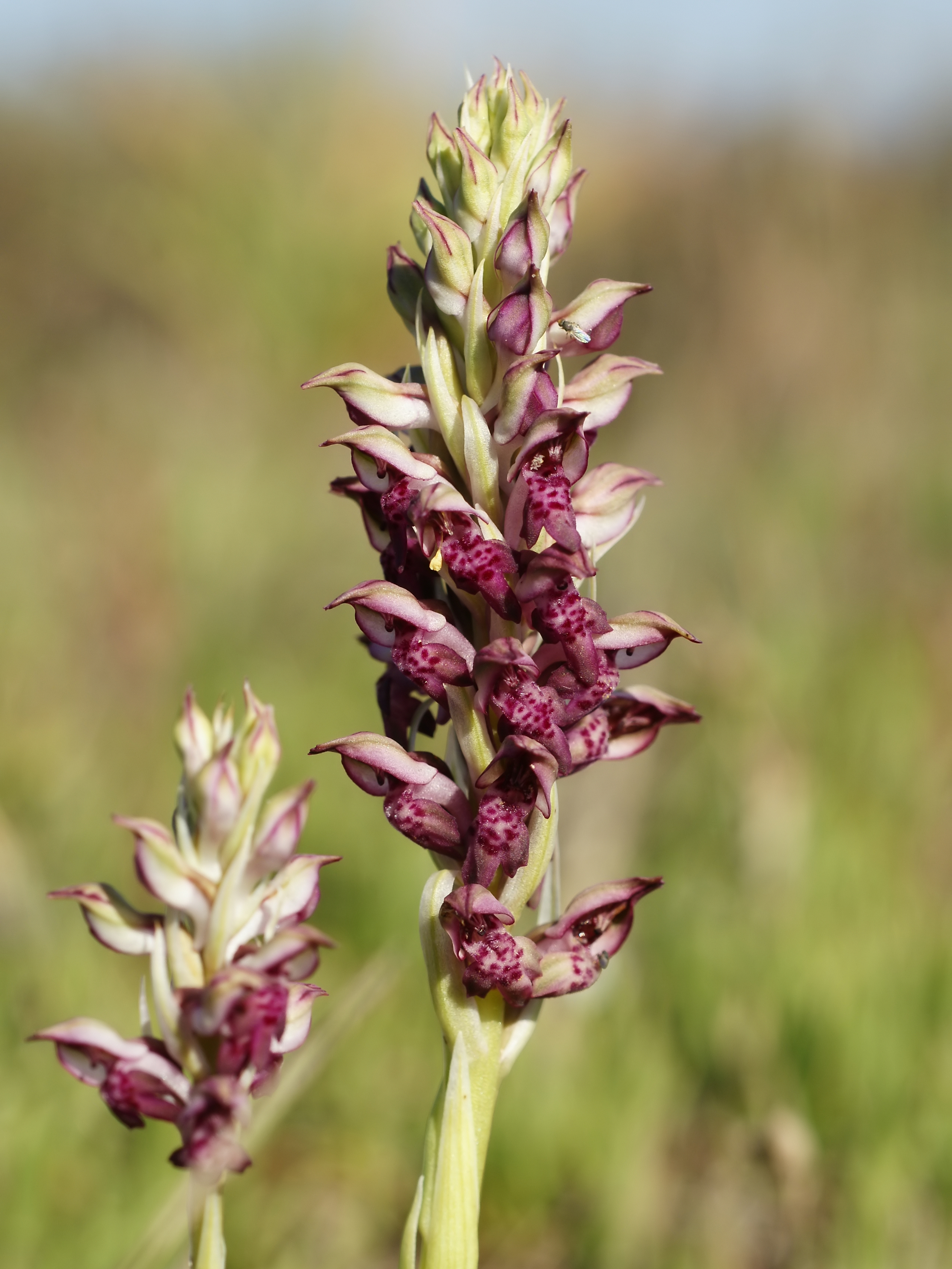

## Dottertaxa till Salepsrötter, i alfabetisk ordning[1][2]
- Anacamptis alata
- Anacamptis alatoides
- Anacamptis boryi
- Anacamptis caccabaria
- Anacamptis collina
- Anacamptis coriophora
- Anacamptis cyrenaica
- Anacamptis dafnii
- Anacamptis duquesnei
- Anacamptis eccarii
- Anacamptis feinbruniae
- Anacamptis genevensis
- Anacamptis gennarii
- Anacamptis gerakarionis
- Anacamptis israelitica
- Anacamptis laniccae
- Anacamptis larzacensis
- Anacamptis lasithica
- Anacamptis laxiflora
- Anacamptis lesbiensis
- Anacamptis lloydiana
- Anacamptis menosii
- Anacamptis morio
- Anacamptis olida
- Anacamptis palustris
- Anacamptis papilionacea
- Anacamptis parvifolia
- Anacamptis pyramidalis
- Anacamptis sancta
- Anacamptis sciathia
- Anacamptis semisaccata
- Anacamptis simorrensis
- Anacamptis timbali
- Anacamptis van-lookenii